# 婆羅鯉
婆羅鯉（学名：Kalimantania lawak）为輻鰭魚綱鯉形目鲤科婆羅鯉屬的其中一種，分布於亞洲婆羅洲西部與爪哇島，體長可達9.6公分，棲息在底層水域。